# Enzo Serafin
Vincenzo « Enzo » Serafin est un directeur de la photographie italien, né le 16 avril 1912 à Venise (Vénétie), mort le 27 décembre 1995 à Rome (Latium).

## Biographie
Enzo Serafin débute comme chef opérateur sur deux films sortis en 1942. Suivent à ce poste soixante-six autres films, majoritairement italiens ou en coproduction, le dernier sorti en 1971. Par exception toutefois, figurent parmi eux treize films espagnols (eux-aussi parfois en coproduction) sortis de 1944 à 1950 et en 1957 pour le dernier, ainsi qu'un film allemand de 1964.
En 1950 sort le premier film de Michelangelo Antonioni auquel il collabore, Chronique d'un amour (avec Lucia Bosè et Massimo Girotti). Il retrouve ce réalisateur sur deux films sortis en 1953, Les Vaincus (trois épisodes, le premier en français avec Jean-Pierre Mocky et Etchika Choureau) et La Dame sans camélia (avec Lucia Bosè et Andrea Checchi).
Parmi ses autres films notables, citons Voyage en Italie de Roberto Rossellini (1954, avec Ingrid Bergman et George Sanders), Femmes d'un été de Gianni Franciolini (1958, avec Alberto Sordi et Michèle Morgan) et L'Atlantide d'Edgar G. Ulmer et Giuseppe Masini (1961, avec Jean-Louis Trintignant et Haya Harareet).
Signalons encore le film américain Orage au paradis de Richard Wilson (1958, avec Esther Williams et Carlos Thompson) et trois westerns spaghetti sortis en 1967 et 1968, dont Le Dernier Jour de la colère de Tonino Valerii (1967, avec Lee Van Cleef et Giuliano Gemma).
Pour la télévision, Enzo Serafin est directeur de la photographie sur sept épisodes de la série américaine Opération vol (1969, avec Robert Wagner), puis sur la mini-série franco-italo-espagnole L'Île mystérieuse (1973, avec Omar Sharif).
Il se retire alors, se consacrant toutefois jusqu'en 1992 (trois ans avant sa mort) à la production d'une quarantaine de courts métrages documentaires.

## Filmographie partielle

### Cinéma
- 1942 : Musica proibita de Carlo Campogalliani
- 1943 : La zia di Carlo d'Alfredo Guarini
- 1948 : Mi enemigo el doctor de Juan de Orduña
- 1950 : Chronique d'un amour (Cronaca di un amore) de Michelangelo Antonioni
- 1951 : Trahison (Il tradimento) de Riccardo Freda
- 1951 : Le Médium (The Medium) de Gian Carlo Menotti
- 1951 : Les Deux Vérités (Le due vérita) d'Antonio Leonviola
- 1952 : Les Coupables (Processo alla città) de Luigi Zampa
- 1952 : Marito e moglie d'eduardo De Filippo, premier épisode (sans titre)
- 1952 : Les Sept Péchés capitaux (I sette peccati capitali), film à sketches, segments L'Avarice et la Colère (Avarizia ed ira) d'Eduardo De Filippo et L'Envie (L'invidia) de Roberto Rossellini
- 1953 : Les Vaincus (I vinti) de Michelangelo Antonioni
- 1953 : La Fièvre de vivre (Febbre di vivere) de Claudio Gora
- 1953 : Nous les femmes (Siamo donne), film à sketches, segment Alida Valli de Gianni Franciolini
- 1953 : La Dame sans camélia (La signora senza camelie) de Michelangelo Antonioni
- 1954 : La Belle Romaine (La romana) de Luigi Zampa
- 1954 : Rapt à Venise (La mano dello straniero) de Mario Soldati
- 1954 : Secrets d'alcôve, film à sketches, segment Le Divorce de Gianni Franciolini
- 1954 : Conquête héroïque de Paolo Moffa et Carlos Serrano de Osma
- 1954 : Vêtir ceux qui sont nus (Vestire gli ignudi) de Marcello Pagliero
- 1954 : Voyage en Italie (Viaggio in Italia) de Roberto Rossellini
- 1955 : Par-dessus les moulins (La bella mugnaia) de Mario Camerini
- 1955 : La Chasse aux maris (Ragazze d'oggi) de Luigi Zampa
- 1957 : Fatal rendez-vous (La puerta abierta) de César Fernández Ardavín
- 1958 : Orage au paradis (Raw Wind in Eden) de Richard Wilson
- 1958 : Femmes d'un été (Racconti d'estate) de Gianni Franciolini
- 1960 : Les Amours d'Hercule (Gli amori di Ercole) de Carlo Ludovico Bragaglia
- 1961 : L'Atlantide (Antinea, l'amante della città sepolta) d'Edgar G. Ulmer et Giuseppe Masini
- 1961 : Le Dernier des Vikings (L'ultimo dei Vikinghi) de Giacomo Gentilomo et Mario Bava
- 1962 : La Steppe (La steppa) d'Alberto Lattuada
- 1964 : Verdammt zur Sünde d'Alfred Weidenmann
- 1964 : Une femme disponible (La ragazza in prestito) d'Alfredo Giannetti
- 1967 : Mes femmes américaines (Una moglie americana) de Gian Luigi Polidoro
- 1967 : Minuit sur le grand canal (The Venetian Affair) de Jerry Thorpe (prises de vues additionnelles)
- 1967 : Le Dernier Jour de la colère (I giorni dell'ira) de Tonino Valerii
- 1967 : Wounds of Hunger de George Sherman
- 1968 : Pas de pitié pour les salopards (Al di là della legge) de Giorgio Stegani
- 1968 : Le Salaire de la haine (Odia il prossimo tuo) de Ferdinando Baldi

### Séries télévisées
- 1969 : Opération vol (It Takes a Thief), saison 3, épisode 1 Saturday Night in Venice de Jack Arnold, épisode 2 Who'll Bid Two Million Dollars? de Jeannot Szwarc, épisode 3 The Beautiful People de Jeannot Szwarc, épisode 4 Le Coffre du casino (The Great Casino Caper) de Jack Arnold, épisode 5 De la part d'Alexandre (Flowers from Alexander), épisode 7 Les Trois Vierges de Rome (The Tree Virgins of Rome) de Jack Arnold, et épisode 9 Le Roi des voleurs (The King of Thieves)
- 1973 : L'Île mystérieuse, mini-série de Juan Antonio Bardem et Henri Colpi